# Jasień (przystanek kolejowy)
Jasień – nieczynny przystanek w Jasieniu, w powiecie bytowskim, w województwie pomorskim, w Polsce.